# Hango Hill

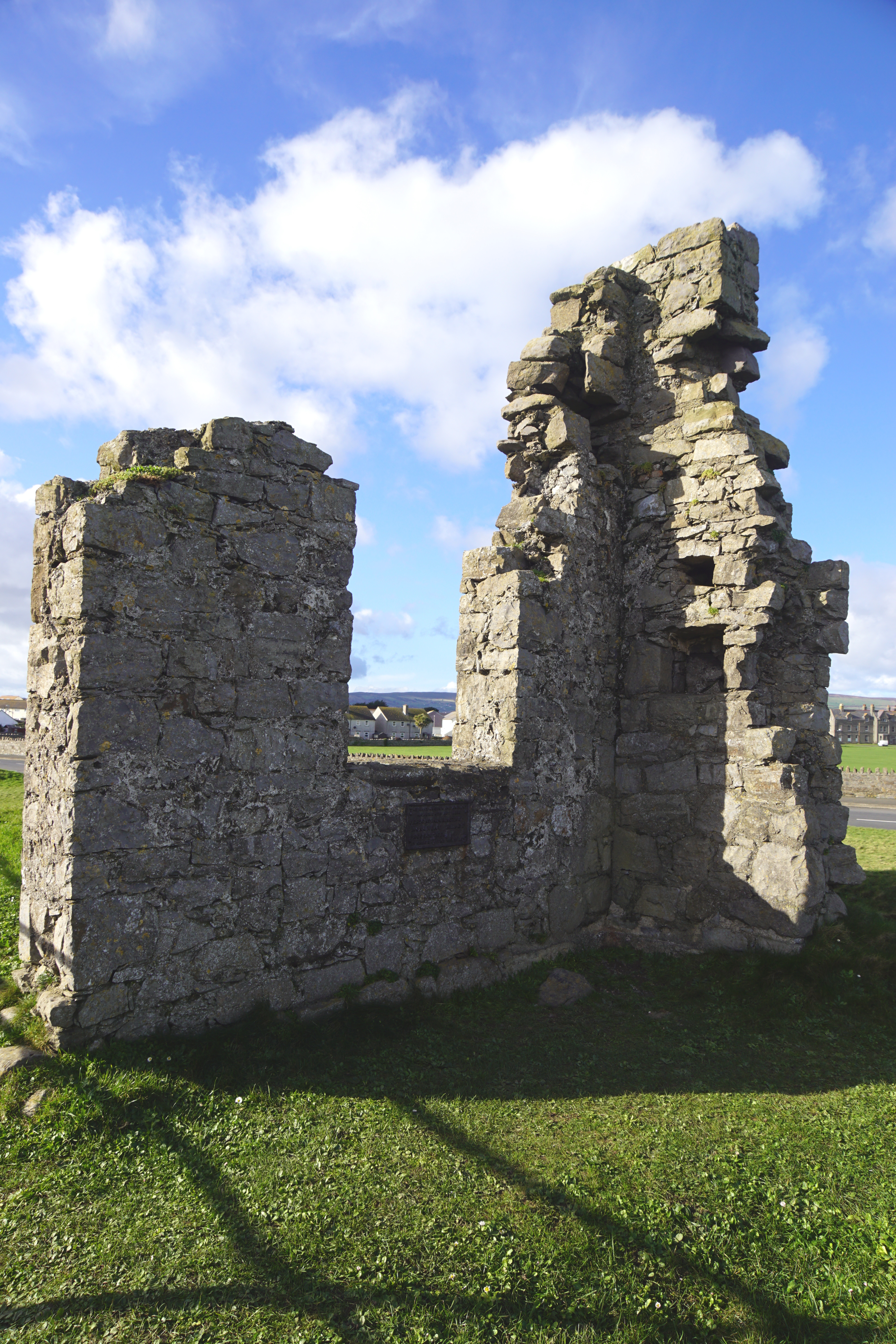
Interieur van het zomerhuis.

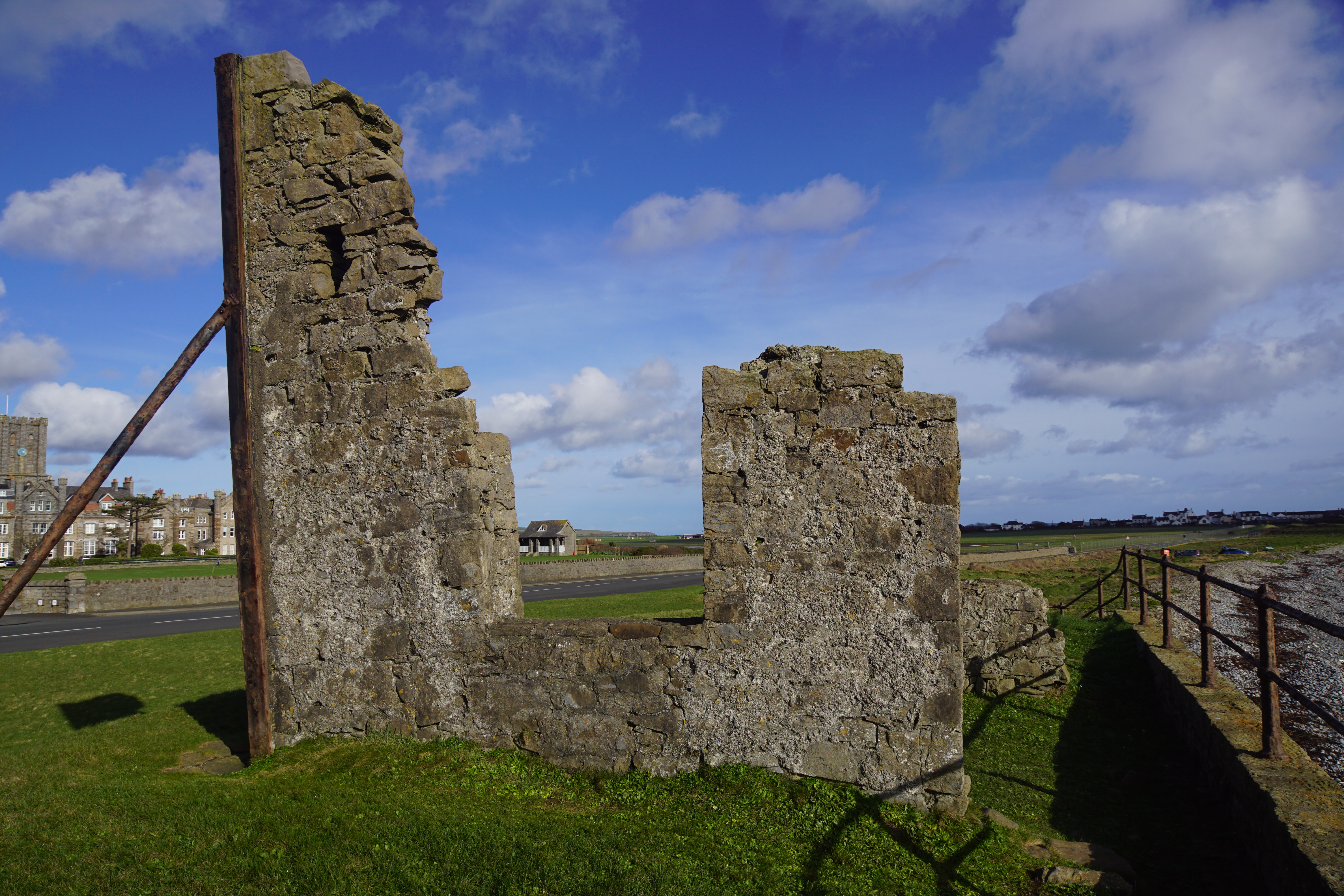
Het zomerhuis had grote ramen.

Hango Hill is een grafheuvel uit de bronstijd, een plaats van executie sinds het einde van de zestiende eeuw en de locatie van (de ruïne van) een zeventiende-eeuws zomerhuis, gelegen aan de kust in Derbyhaven bij Castletown in de parish van Malew op het eiland Man.

## Beschrijving
Hango Hill is gelegen op de noordelijkste punt van de kust van Castletown Bay tegenover King William's College. De The Promenade gaat hier over in de Derbyhaven Road. Op de heuvel, waarvan de zuidzijde deels in zee is verdwenen, zijn de resten aanwezig van een zomerhuis uit de zeventiende eeuw. Hiervan is onder meer een muur met het onderste deel van een westelijk raam overgebleven.

## Etymologie
Hango refereert in het Oudnoords aan begraven en mogelijk aan executie door ophanging.

## Geschiedenis
Hango Hill is een grafheuvel uit de bronstijd. Oorspronkelijk had deze heuvel een diameter van achttien meter, maar door erosie is een deel van de zuidzijde verdwenen in zee. In de heuvel werden een bronzen bijlkop gevonden en menselijke resten.
Vermoedelijk hebben ook de Vikingen hier overledenen begraven en gezien de naam uit het Oudnoords gebruikten de Vikingen deze locatie ook al als executieplek.

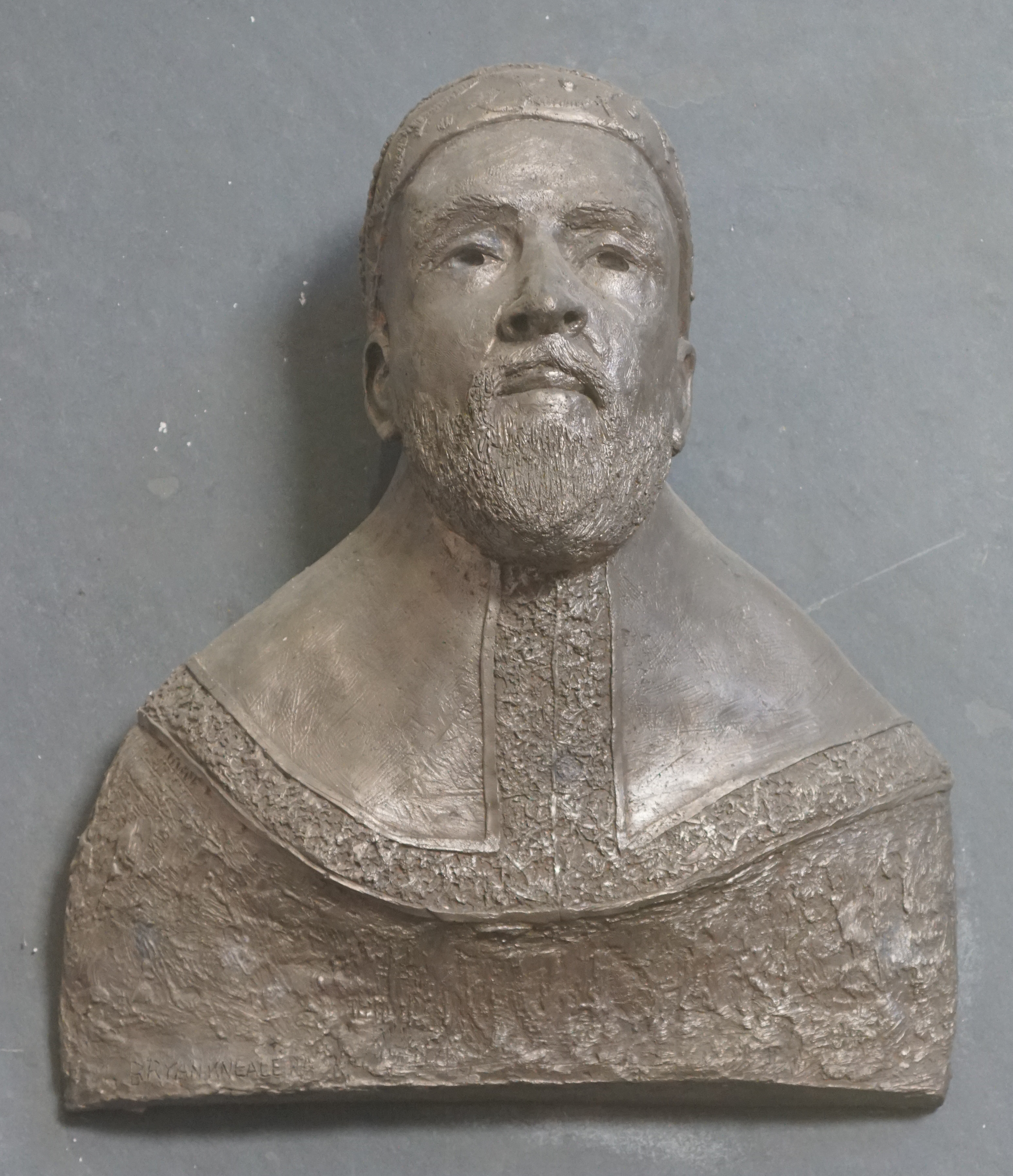
Grafmonument in Kirk Malew van William Christian (Illiam Dhone) die werd doodgeschoten op Hango Hill op 2 januari 1662 en de dag hierna in het koor van deze kerk werd begraven.

Hango Hill was de locatie van de galg in Castletown, in ieder geval vanaf 1595. Op deze plek werd in 1663 de voormalige ontvanger-generaal van het eiland Man, William Christian (1608-1663) (in het Manx-Gaelisch Illiam Dhone geheten) wegens verraad in de Engelse burgeroorlog geëxecuteerd . Christian was een vertrouweling van de graaf van Derby en Heer van Man tijdens deze burgeroorlog en deze zag het als verraad dat hij in 1651 het eiland Man overgaf aan de parlementaire legers in ruil voor een aantal garanties. Christian werd doodgeschoten en niet opgehangen. Omdat sommige mensen hem als een martelaar zagen en men wilde verkomen dat deze plek een schrijn voor Christian werd, werd de galg verplaatst naar een andere locatie en werd op deze heuvel een zomerhuis genaamd Mount Strange gebouwd voor Charles Stanley, achtste graaf van Derby en heer van Man. Het huis was circa veertien meter bij 7,3 meter groot. Binnen bevond zich een open haard. In 1702 stonden er een ovalen tafel en een dozijn stoelen in het zomerhuis. Vermoedelijk raakte het zomerhuis in onbruik na het overlijden van de negende graaf van Derby in 1702. Aan het einde van de achttiende eeuw stortte de heuvel deels in zee en werd het zomerhuis een ruïne.
In 1713 was er een batterij van vier lichte kanonnen op de heuvel geplaatst. Dit in verband met de Spaanse Successieoorlog.
Rond 1908 werd een zeemuur gebouwd aan de zuidzijde om verdere erosie door de zee tegen te gaan.

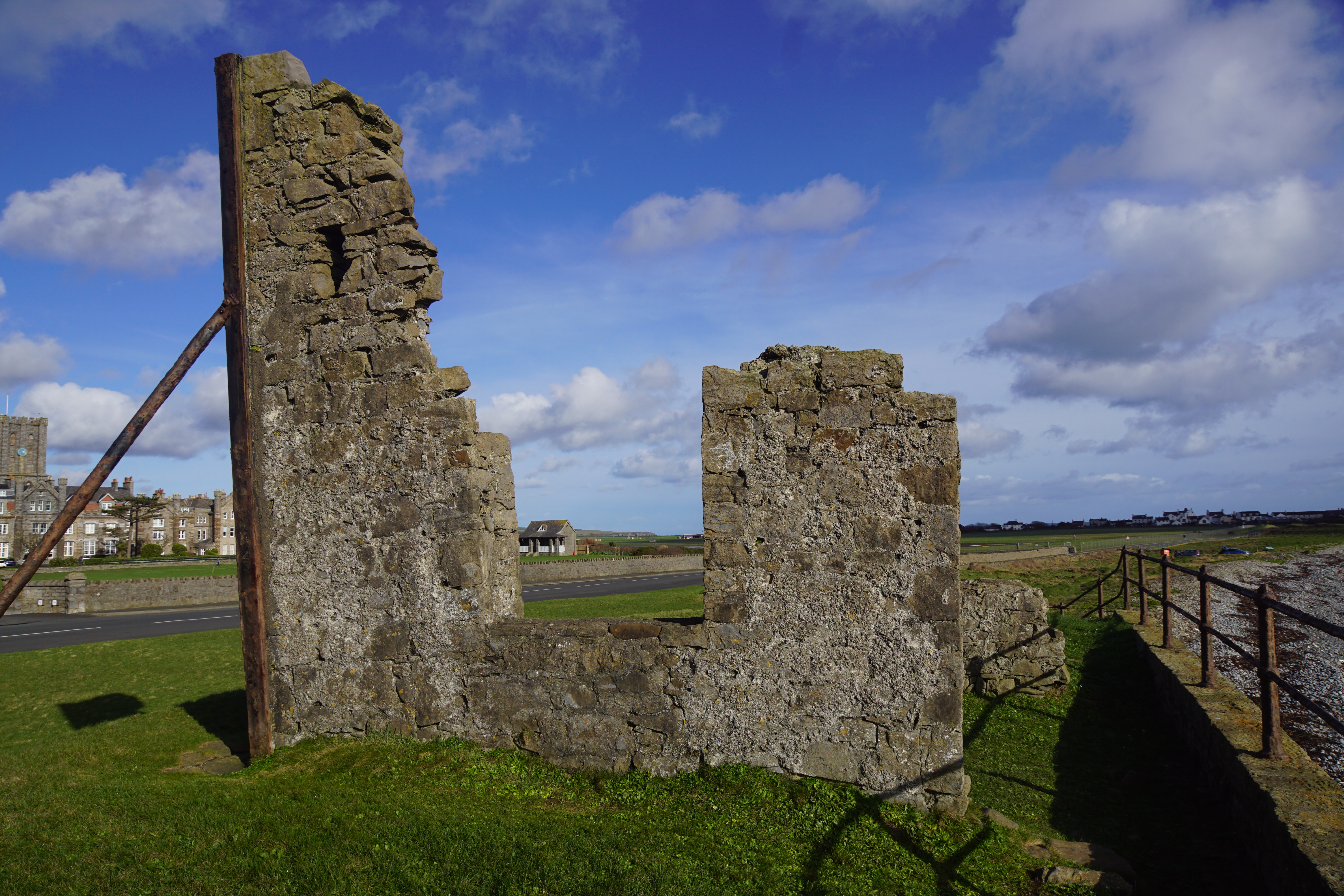
Het zomerhuis vanuit het westen.
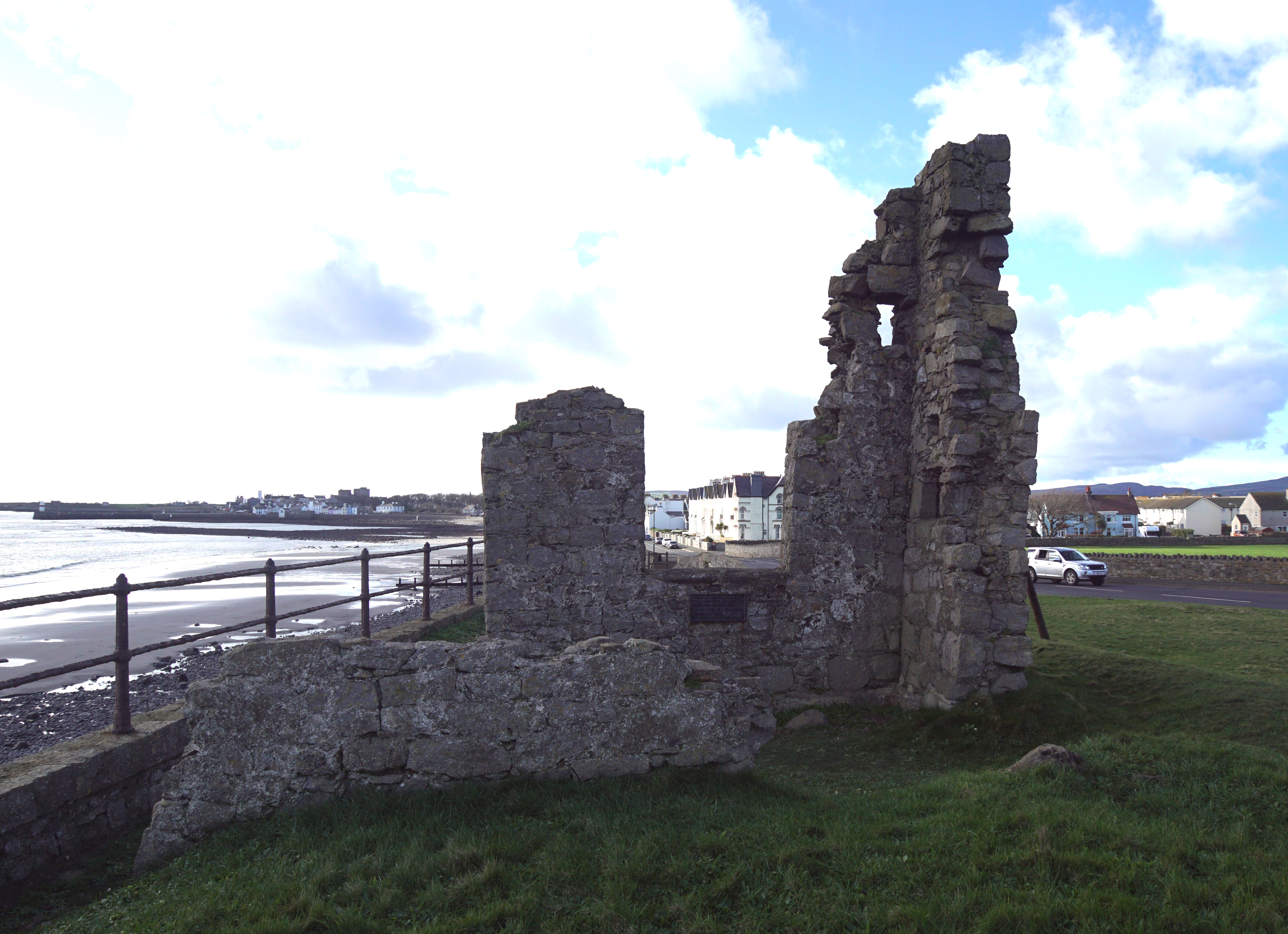
Het zomerhuis vanuit het oosten.

## Folklore
Als bloed op de grond viel, zou dat ongeluk brengen,vooral als dat het bloed van een belangrijk perssoon was. Dus toen Illiam Dhone werd geëxecuteerd op Hango Hill in 1663 werden dekens op de grond gelegd zodat zijn bloed niet de grond zou raken.Sommige verhalen vertellen zelfs dat er überhaupt geen bloed  uit zijn wonden kwam hoewel de kogel zijn hart raakte.

## Beheer
Hango Hill wordt beheerd door Manx National Heritage.